# Herbedeiro
Herbedeiro (llamada oficialmente San Pedro de Erbedeiro) es una parroquia y una aldea española del municipio de Carballedo, en la provincia de Lugo, Galicia.

## Organización territorial
La parroquia está formada por tres entidades de población:
- Adegas
- Airoá
- Erbedeiro

## Demografía

### Parroquia
| Gráfica de evolución demográfica de Herbedeiro (parroquia) entre 2000 y 2020 |
|                                                                              |
| Datos según el nomenclátor publicado por el INE.                             |

### Aldea
| Gráfica de evolución demográfica de Erbedeiro (aldea) entre 2000 y 2019 |
|                                                                         |
| Datos según el nomenclátor publicado por el INE.                        |